# Château-d'Olonne
Château-d'Olonne és un municipi francès situat al departament de Vendée i a la regió de País del Loira. L'any 2007 tenia 13.319 habitants.

## Demografia

### Població
El 2007 la població de fet de Château-d'Olonne era de 13.319 persones. Hi havia 6.177 famílies de les quals 1.843 eren unipersonals (627 homes vivint sols i 1.216 dones vivint soles), 2.637 parelles sense fills, 1.281 parelles amb fills i 416 famílies monoparentals amb fills.
La població ha evolucionat segons el següent gràfic:
Habitants censats

### Habitatges
El 2007 hi havia 9.408 habitatges, 6.244 eren l'habitatge principal de la família, 2.856 eren segones residències i 308 estaven desocupats. 7.455 eren cases i 1.869 eren apartaments. Dels 6.244 habitatges principals, 4.724 estaven ocupats pels seus propietaris, 1.428 estaven llogats i ocupats pels llogaters i 91 estaven cedits a títol gratuït; 39 tenien una cambra, 416 en tenien dues, 1.306 en tenien tres, 1.993 en tenien quatre i 2.491 en tenien cinc o més. 5.517 habitatges disposaven pel capbaix d'una plaça de pàrquing. A 3.281 habitatges hi havia un automòbil i a 2.285 n'hi havia dos o més.

### Piràmide de població
La piràmide de població per edats i sexe el 2009 era:
| Homes | Edats   | Dones |
| ----- | ------- | ----- |
| 0     | 95 o +  | 16    |
| 20    | 90 a 94 | 40    |
| 104   | 85 a 89 | 124   |
| 100   | 80 a 84 | 144   |
| 276   | 75 a 79 | 356   |
| 396   | 70 a 74 | 412   |
| 408   | 65 a 69 | 496   |
| 424   | 60 a 64 | 432   |
| 320   | 55 a 59 | 416   |
| 388   | 50 a 54 | 420   |
| 488   | 45 a 49 | 544   |
| 472   | 40 a 44 | 460   |
| 364   | 35 a 39 | 420   |
| 348   | 30 a 34 | 472   |
| 316   | 25 a 29 | 264   |
| 308   | 20 a 24 | 248   |
| 412   | 15 a 19 | 456   |
| 428   | 10 a 14 | 392   |
| 304   | 5 a 9   | 396   |
| 280   | 0 a 4   | 244   |

## Economia
El 2007 la població en edat de treballar era de 7.760 persones, 5.264 eren actives i 2.496 eren inactives. De les 5.264 persones actives 4.644 estaven ocupades (2.449 homes i 2.195 dones) i 619 estaven aturades (236 homes i 383 dones). De les 2.496 persones inactives 1.259 estaven jubilades, 553 estaven estudiant i 684 estaven classificades com a «altres inactius».

### Ingressos
El 2009 a Château-d'Olonne hi havia 6.517 unitats fiscals que integraven 13.915,5 persones, la mediana anual d'ingressos fiscals per persona era de 19.019 €.

### Activitats econòmiques
Dels 710 establiments que hi havia el 2007, 5 eren d'empreses extractives, 9 d'empreses alimentàries, 3 d'empreses de fabricació de material elèctric, 2 d'empreses de fabricació d'elements pel transport, 32 d'empreses de fabricació d'altres productes industrials, 110 d'empreses de construcció, 172 d'empreses de comerç i reparació d'automòbils, 19 d'empreses de transport, 38 d'empreses d'hostatgeria i restauració, 12 d'empreses d'informació i comunicació, 39 d'empreses financeres, 42 d'empreses immobiliàries, 88 d'empreses de serveis, 97 d'entitats de l'administració pública i 42 d'empreses classificades com a «altres activitats de serveis».
Dels 168 establiments de servei als particulars que hi havia el 2009, 1 era una oficina del servei públic d'ocupació, 1 oficina de correu, 6 oficines bancàries, 1 funerària, 23 tallers de reparació d'automòbils i de material agrícola, 2 tallers d'inspecció tècnica de vehicles, 3 autoescoles, 17 paletes, 18 guixaires pintors, 22 fusteries, 11 lampisteries, 8 electricistes, 5 empreses de construcció, 11 perruqueries, 3 veterinaris, 18 restaurants, 11 agències immobiliàries, 2 tintoreries i 5 salons de bellesa.
Dels 71 establiments comercials que hi havia el 2009, 2 eren hipermercats, 3 supermercats, 4 grans superfícies de material de bricolatge, 2 botigues de més de 120 m², 1 una botiga de menys de 120 m², 9 fleques, 5 carnisseries, 1 una botiga de congelats, 3 llibreries, 11 botigues de roba, 6 botigues d'equipament de la llar, 3 sabateries, 2 botigues d'electrodomèstics, 8 botigues de mobles, 3 botigues de material esportiu, 1 un drogueria, 1 una perfumeria, 1 una joieria i 5 floristeries.
L'any 2000 a Château-d'Olonne hi havia 44 explotacions agrícoles que ocupaven un total de 585 hectàrees.

## Equipaments sanitaris i escolars
El 2009 hi havia 1 hospital de tractaments de curta durada i 5 farmàcies.
El 2009 hi havia 3 escoles maternals i 5 escoles elementals. Château-d'Olonne disposava de 2 col·legis d'educació secundària amb 947 alumnes.

## Poblacions més properes
El següent diagrama mostra les poblacions més properes.